# Вайшалі (стародавнє місто)

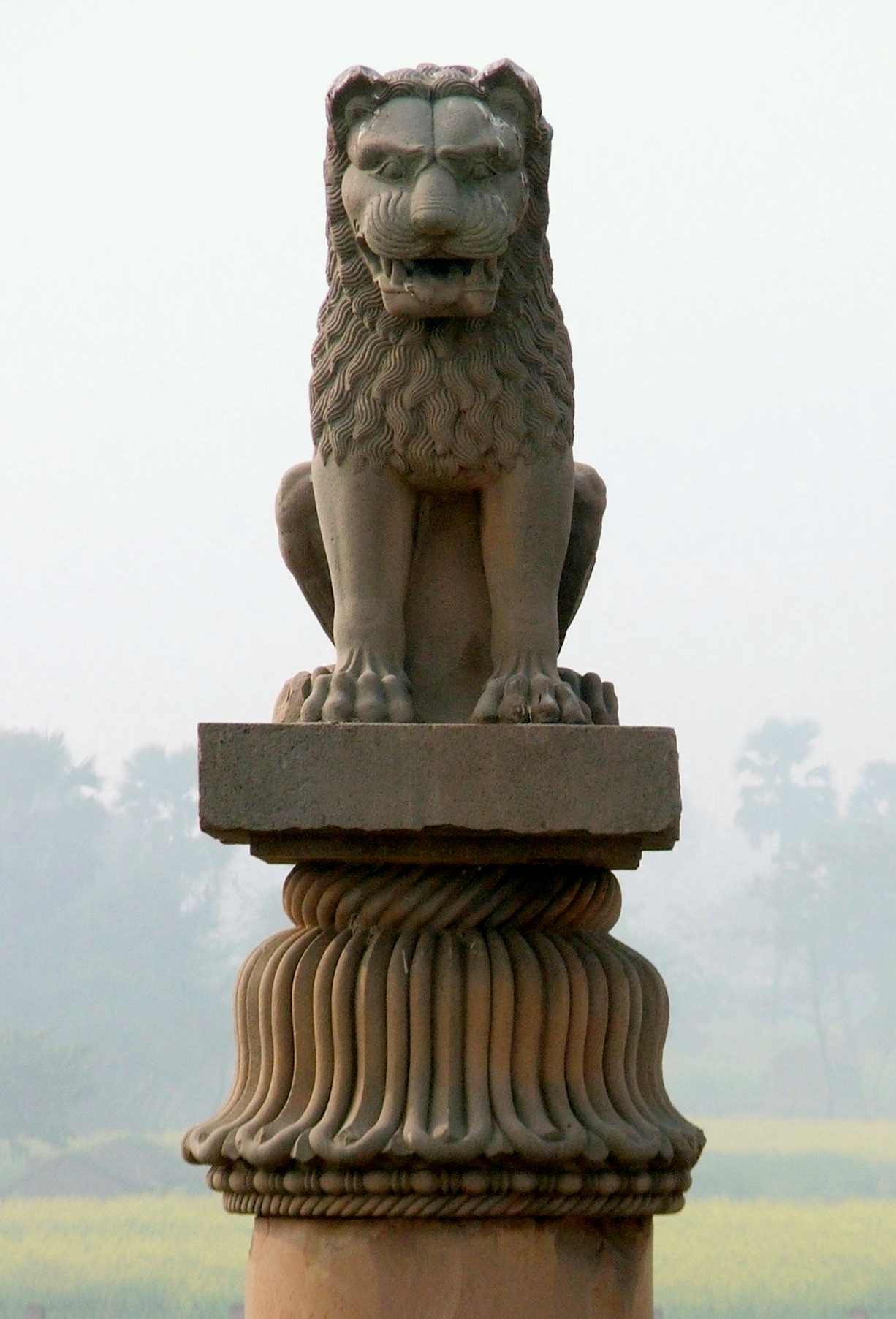
Колона Ашоки

Вайша́лі, або Вайшялі — стародавнє місто в північно-східній Індії. Столиця республіканської держави Вріджі династії Ліччавхів. Батьківщина Махавіри — засновника джайнізму.

## Історія
Існувало з 7 століття до Р.Х. Розташовувалась на території селища Басарх, на північному сходу штату Біхар Республіки Індія. Неодноразово відвідувалася Сіддгартхою Ґаутамою, який передав її мешканцям чашу для милостині на дорозі в Кушинагару, де незабаром і помер. У 3 столітті до Р.Х. на місці останньої проповіді Сіддгартхи раджа Ашока встановив пам'ятну колону. Близько 483 до Р.Х. була місцем проведення другого буддистського собору. У 5 столітті до Р.Х. підкорене раджею Аджаташатру держави Маґадха. Входило до складу держав династій Маур’їв та Ґуптів. Припинило існування в 5 столітті.